# Blondhaarigenstereotype

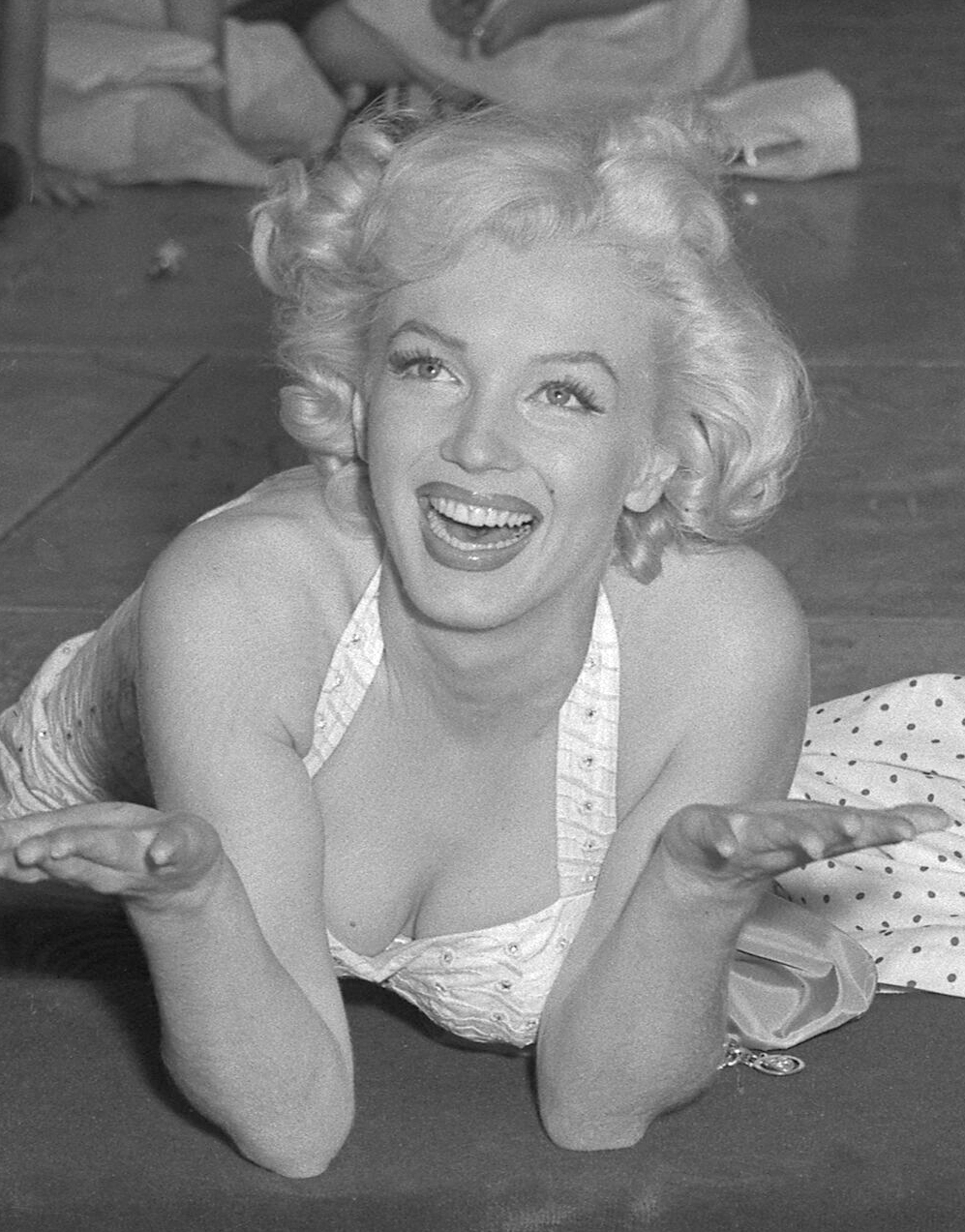
Marilyn Monroe (1953)

Blondhaarigenstereotype sind Stereotype, die auf blonde Menschen bezogen werden.

## Blonde Engel

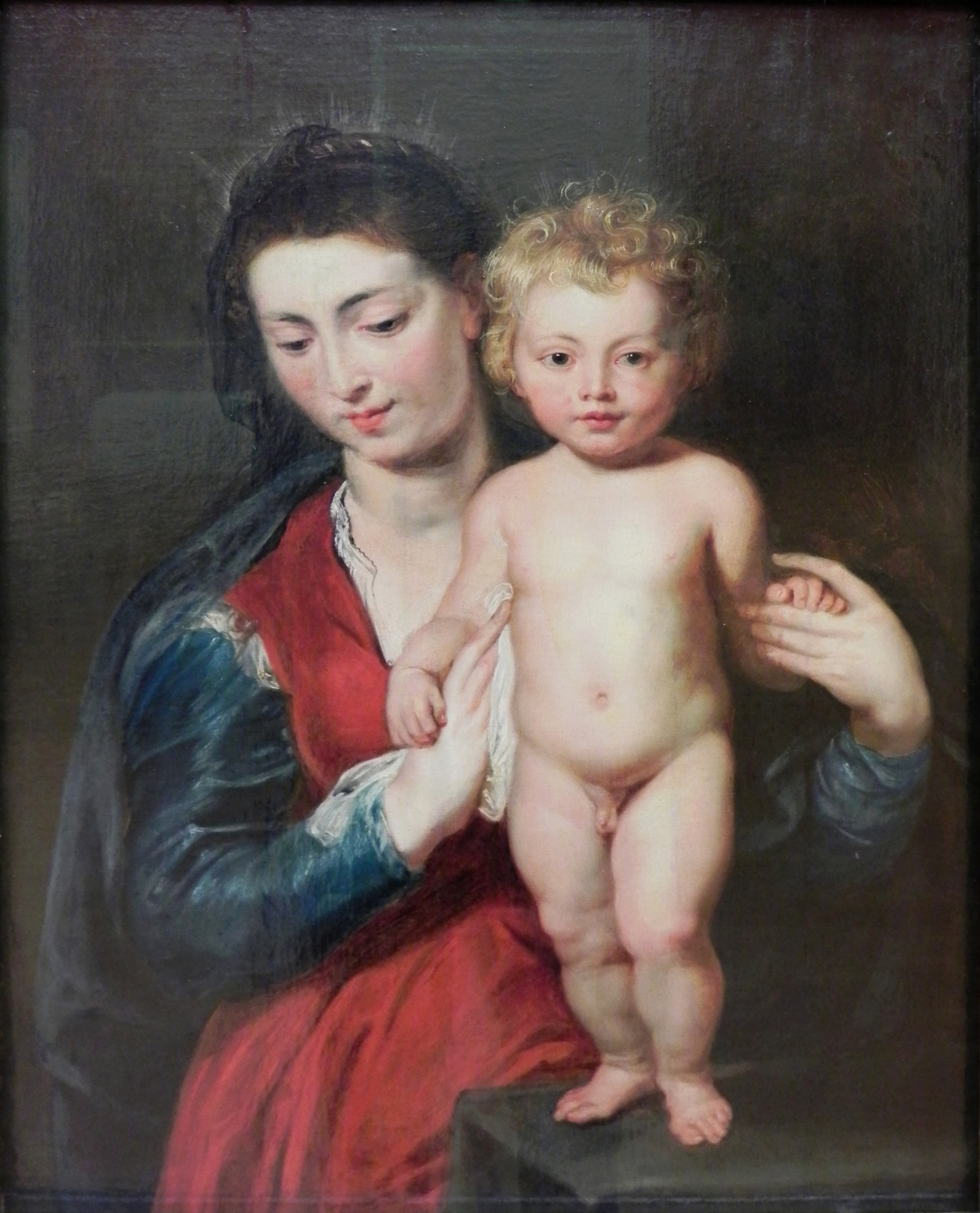
Madonna und Jesuskind (Rubens, 17. Jahrhundert). Auch in der europäischen Malerei steht „blond“ traditionell für Unschuld und Sanftmut.

Da sich bei nahezu allen Blonden mit zunehmendem Lebensalter ein dunklerer Farbton entwickelt, wird „blond“ unausweichlich mit Jugendlichkeit assoziiert. Infolgedessen steht es häufig auch für Reinheit, Unschuld, Jungfräulichkeit und Tugendhaftigkeit. Diese Assoziationen werden dann auch in kulturelle Bereiche übertragen, so werden beispielsweise die meisten Märchenprinzessinnen (mit Ausnahme von Schneewittchen), Feen, Engel und Barbie-Puppen blond dargestellt.

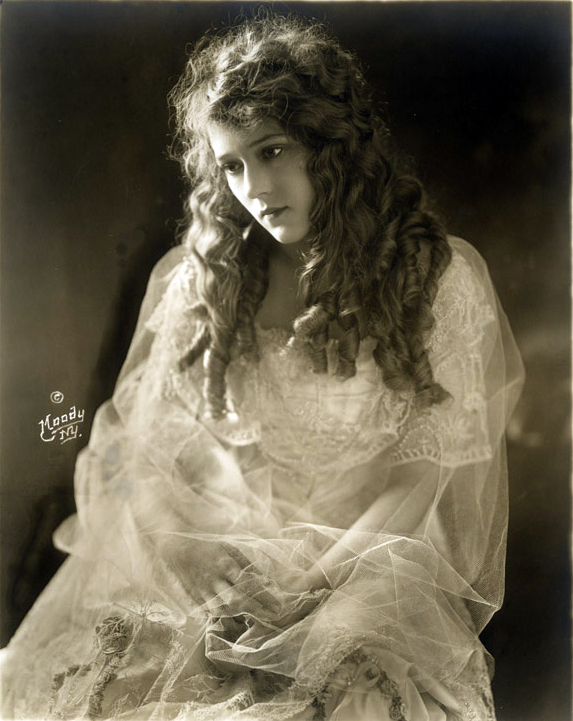
Mary Pickford (1915)

Im Hollywood-Kino repräsentierte Mary Pickford schon in den 1910er Jahren immer wieder die blonde Unschuld, die vor bösen Angriffen beschützt und gerettet werden musste. In Jean Cocteaus Märchenfilm La Belle et la Bête (1946, mit Josette Day) fällt das herzensgute blonde Mädchen in die Hand einer Bestie – ein Motiv, das seine schrulligste Variation in Merian C. Coopers King Kong (1933, mit Fay Wray) erfuhr. Eine modernere Version bildete der sonnige, aber prüde Frauentyp, den Doris Day in vielen ihrer Filme verkörperte, etwa dort, wo sie sich gegen die frivolen Angebote von Rock Hudson zur Wehr zu setzen hatte.
Dass die stereotype Verknüpfung von Blondhaarigkeit und Naivität nicht auf Frauen beschränkt sein muss, zeigt z. B. George Pals Science-Fiction-Film The Time Machine (1960); in diesem Film erscheinen die Eloi, ein in einer Art Eden lebendes Volk von gewissermaßen idealen, aber unwissenden hellblonden Jugendlichen beiderlei Geschlechts.
Zu weiteren Assoziationen, die mit Blondinen bereits vor dem 20. Jahrhundert weithin verknüpft wurden, zählen Sanftmut, Sentimentalität und Gemütstiefe. Die Literaturwissenschaftlerin Marina Warner spekuliert, dass Blondsein – ebenso wie die damit einhergehende Hellhäutigkeit – mit dem Aufenthalt in Innenräumen assoziiert werde, und zwar sowohl buchstäblich als auch im metaphorischen Sinne. In Literatur und Film werden reine, gemütstiefe Blondinen häufig mit sinnlichen, kultivierten Brünetten kontrastiert, wie etwa in Walter Scotts Ritterroman Ivanhoe (1820), der 1952 unter demselben Titel mit Joan Fontaine und Elizabeth Taylor verfilmt wurde. Die Brünette ist das verbotene Objekt, das den männlichen Helden verführt, in die Welt hinauszuziehen; die Blondine dagegen der Hafen, in den er heimkehrt. In der amerikanischen Literatur entstand aus diesem Bild in der zweiten Hälfte des 19. Jahrhunderts das Stereotyp des All-American Girls. Das Motiv der Blondine, die mit einer Brünetten um einen Mann rivalisiert, findet sich in den populären Medien bis heute.
Auch das Klischee des „blonden Engels“ wirkt bis in die Gegenwart fort. 2013 war das Wort in den Schlagzeilen der internationalen Presse weithin präsent, als Polizeibeamte in Griechenland ein blondes und blauäugiges Mädchen im Vorschulalter entdeckten, das von seinen augenscheinlich nicht blutsverwandten Roma-Eltern als eigenes Kind aufgezogen wurde. Während die Anwältin der Zieheltern angab, das Paar habe das von der leiblichen Mutter verlassene Kind aus Mitleid aufgezogen, war in der Presse von Kindesraub die Rede.

## Blondes Haar in rassenideologischer Perspektive
Verschiedene Autoren haben Blondheit auch als Ideal rassistischer Gesellschaften gedeutet. So schrieb der Filmtheoretiker Richard Dyer 1986: „Blondsein, insbesondere Platin- (Peroxid-) Blond-Sein ist das ultimative Zeichen von Weißsein.“ Schon im viktorianischen England wurde blondes Haar als Erbe der Sachsen betrachtet, mit dem die Briten sich seit den Napoleonischen Kriegen weitaus stärker identifizierten als mit ihrem – nun als barbarisch empfundenen – normannischen Erbe.
Autoren wie Gobineau begründeten im 19. Jahrhundert den arischen Mythos, eine Rassentheorie, die helle Haut und blondes Haar auf die Abstammung von einem edlen „arischen“ Eroberer- und Kulturvolk zurückführte und mit seelischer und geistiger Überlegenheit in Verbindung brachte. In seiner Schrift Zur Genealogie der Moral prägte Nietzsche 1887 das Wort von der „blonden Bestie“. Im Nationalsozialismus schließlich lieferte der arische Mythos die Rechtfertigung für den Holocaust.
Während des Nationalsozialismus wurde Blond als Haarfarbe einer „nordischen“ Rasse gedeutet und stand für Stärke, Kühle, Schlichtheit und Treue. Dies konkurrierte während der NS-Zeit mit einem von der amerikanischen Filmindustrie geprägten und international erfolgreich etablierten Bild einer glamourösen und selbständigen Blondine. Letzteres wurde von NS-Funktionären immer wieder scharf kritisiert, doch auch viele deutsche Unterhaltungsfilme zeigten entsprechende Blondinen, etwa Camilla Horn oder Ruth Eweler. Filmindustrie und rassistische Deutungen unterstützten beide das rasche, 1930 einsetzende Wachstum von Haarfärbeshampoos. Nurblond, Extra-Blond (Schwarzkopf), Kamilloflor (Elida), Kleinol, Pixavon-Kamille und Blondoon waren die damals führenden Marken.
Im Zuge verschiedener Abhandlungen von u. a. Frances Cress Welsing oder Leonard Jeffries entstanden allerdings auch Lehren wie die Melanin Theory, nach der insbesondere blonde, hellhäutige Menschen, die man als „Melanin Deficiants“ bezeichnet, mit charakterlich fragwürdigen, negativen Eigenschaften konnotiert werden.
Louis Farrakhan vertritt die Auffassung, dass blonde Menschen durch die vermeintlich biblische Figur Yakub gezüchtet wurden und sich dabei zu einer Art fanatischer „Psychopathen-Rasse“ entwickelten, die zu Anfang in Käfigen gehalten werden musste, sich aber gewaltsam befreite und von Patmos über den Kaukasus nach Europa flüchtete, wo sie die angeblich eigentlich schwarzen Ureinwohner Europas bezwang und sich ausbreiten konnte. Daher sei es den Anhängern solcher Ideologien angeblich verboten, die Haare blond zu färben.
Black-Supremacy- und Black-Identity-Bewegungen und radikale Splittergruppen wie United Nuwaubians Worldwide, IUIC oder ISUPK vertreten ähnliche Theorien, die sie insbesondere in den sozialen Netzwerken verbreiten, und gelten nach Einschätzung des amerikanischen Southern Poverty Law Center daher als rassistisch. Viele schwarze Denker und Aktivisten wie der Jazzmusiker Stanley Crouch, Blogger Coleman Hughes, Linguist John McWhorter und andere traten und treten vehement gegen diese Theorien ein.

## Selbstbewusste Blondinen
Etwa gleichzeitig mit dem Stereotyp der blonden Unschuld erschien in der Literatur ein zweiter Blondinentyp, der der reinen, seelenvollen Blonden diametral entgegengesetzt war. Schon in Charlotte Brontës Jane Eyre (1847) war der tugendhaften Titelheldin die blonde Cousine Georgiana Reed – eine verwöhnte, unverschämte Frau – gegenübergestellt worden. Brontës Schwester Emily tat Ähnliches in Wuthering Heights (1847), indem sie die dickköpfige und unfreundliche Cathy Linton als Blondine einführte. William Makepeace Thackeray schuf in seinem Roman Vanity Fair (1847/48) dann erstmals eine blonde weibliche Hauptfigur, Becky Sharp, die nicht unschuldig und lieblich, sondern im Gegenteil hochkomplex, sexy, gescheit, ehrgeizig und schuldbeladen war. Sowohl die Schwestern Brontë als auch Thackeray verachteten das literarische Klischee der lieblichen, nur ihrer Schönheit wegen bewunderten Blondine. Die Brontës schufen absichtsvoll dunkelhaarige Heldinnen, die attraktiver waren als ihre blonden Gegenspielerinnen, und zwar nicht aufgrund ihrer Schönheit, sondern weil sie Intelligenz und Begabung besaßen. Thackerays Roman war eine direkte Antwort auf Scotts Ivanhoe.
Einen ähnlichen Sünderinnentyp wie Becky Sharp verkörperte Simone Signoret 1952 in Jacques Beckers Eifersuchtsdrama Casque d’or.

## Gefährliche Blondinen

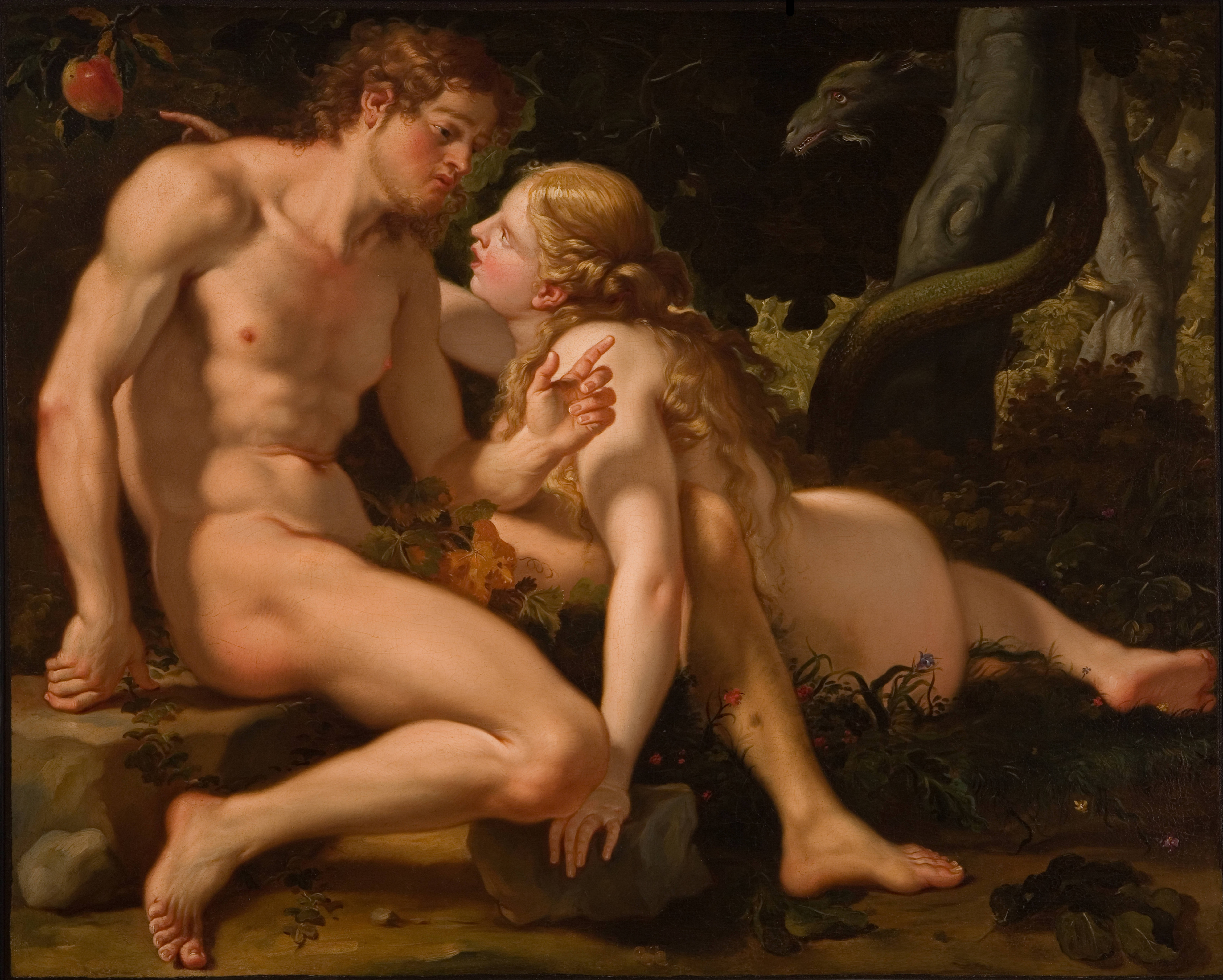
Adam und Eva (Antonio Molinari, 1701/1704)

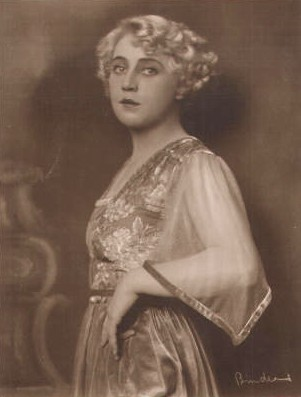
Hedda Vernon, die Loni in Hubert Moests Film Blondes Gift

Bösartige Blondinen hatten in Literatur und Malerei bereits vor Thackeray und auch vor den Brontës existiert, etwa in Coleridges berühmter Ballade The Rime of the Ancient Mariner (1798):
Rot ist ihr Mund; frei her sie schaut;

Ihr Haupthaar golden wallt;

Weiß ist, wie Aussatz, ihre Haut!

Die Nachtmahr ist’s, die Totenbraut,

Macht Menschenblut so kalt!
In Deutschland publizierte Paul Langenscheidt 1912 einen Roman Blondes Gift, der 1919 unter demselben Titel mit Hedda Vernon verfilmt wurde; Titelfigur war eine Femme fatale, die leichtfertig mehrere Männer ruiniert. Vernon war eine der ersten Filmdarstellerinnen, die ihr Haar wasserstoffblond gebleicht hatte. Das Verfahren war 1907 in Frankreich von Eugène Schueller entwickelt worden.
Der Typus der rassigen, gewagten Frau war dort bis dahin stets von dunkelhaarigen Darstellerinnen wie Alla Nazimova, Theda Bara und Gloria Swanson (im deutschsprachigen Raum: Fern Andra und Pola Negri) verkörpert worden. In den Vereinigten Staaten traten De Sacia Mooers (The Blonde Vampire, 1922) und Laura La Plante (The Dangerous Blonde, 1924) als gefährliche Blondinen auf. In Deutschland erschien Brigitte Helm in Henrik Galeens Horrorfilm Alraune (1928) als hellblonde Dirne. 1930 folgte die mittelblonde Marlene Dietrich in Der blaue Engel.
Der Typus der Femme fatale ging in Hollywood mit den 1940er Jahren mit dem Film noir unter. Zu den letzten blonden Femme-fatale-Darstellerinnen gehörte Barbara Stanwyck mit einer blonden Perücke in Frau ohne Gewissen (1944).
Erst New Hollywood brachte erneut gefährliche Blondinen auf die Leinwand: So etablierte sich mit Faye Dunaways Auftritt in Arthur Penns Gangsterfilm Bonnie and Clyde (1967) der Typus einer Blondine, die nicht nur intelligent, raffiniert und sexy ist, sondern auch voller krimineller Energie steckt. Ihr folgten Glenn Close (Fatal Attraction, 1987) und Sharon Stone (Basic Instinct, 1992).

## Goldgräberin

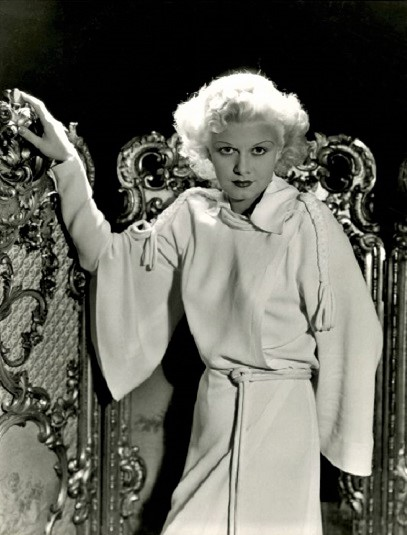
Jean Harlow (1934)

In den Vereinigten Staaten hatte 1930 die wasserstoffblond gefärbte Jean Harlow ihren Karrieredurchbruch in Howard Hughes’ Kriegsabenteuer Höllenflieger. Später folgten Filme wie Vor Blondinen wird gewarnt (1931) und Sexbombe (1933). Harlow gilt als die erste Filmdarstellerin, die im Sinne von Typecasting auf den Typus einer energischen, bodenständigen, zungenfertigen Blondine mit überwältigendem Sexappeal festgelegt war. Ihre Figuren waren keine gefährlichen Verführerinnen, sondern eher vom Typ Goldgräberin (ehrgeiziges Mädchen auf der Suche nach einem reichen Mann). Sowohl Harlow als auch Mae West, die ihr bald folgte, zeigten eine unkonventionell offensive weibliche Sexualität. Das englische Substantiv blonde („Blondine“) nahm in dieser Zeit eine Konnotation von „sexy“ an.
Mit ihrer Blond Ambition Tour (1990) bemühte sich die amerikanische Sängerin Madonna um eine kulturelle Neudefinition von blond.
Candace Bushnell, Autorin der Buchvorlage für die Fernsehserie Sex and the City, veröffentlichte 2001 einen Episodenroman Four Blondes, in dem sie die Geschichten von vier modernen Goldgräberinnen erzählt.

## Blonde Sexbomben

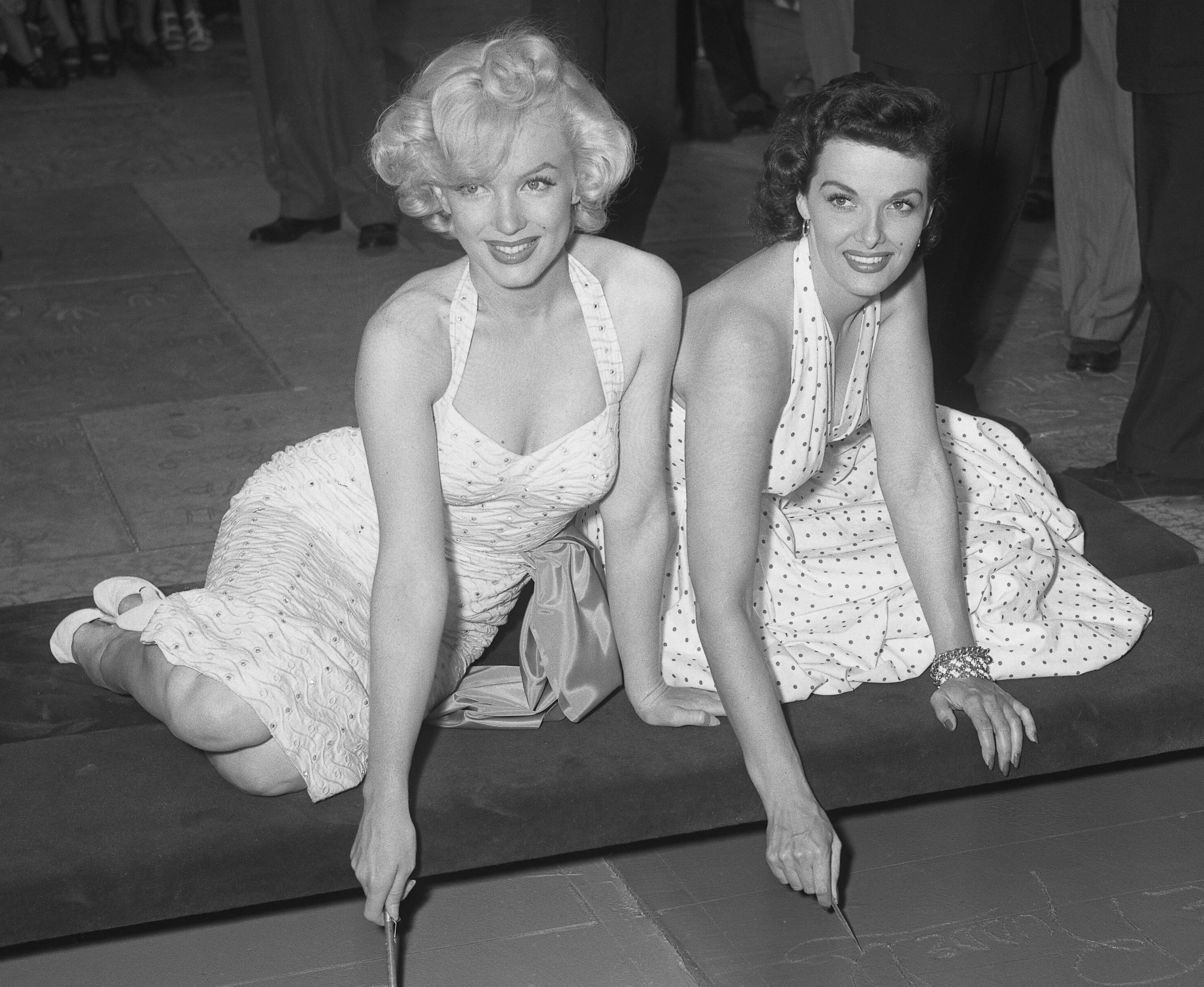
Marilyn Monroe mit Jane Russell, ihrer Filmpartnerin aus Gentlemen Prefer Blondes (1953)

Als „Erfinderin“ des Stereotyps der naiven, oberflächlichen Blondine gilt Anita Loos, die 1925 den Roman Gentlemen Prefer Blondes veröffentlicht hatte. Eine Stummfilmfassung aus dem Jahr 1928 mit Ruth Taylor in der Hauptrolle gilt als verschollen. 1949 wurde der Stoff als Musical adaptiert und in dieser Form 1953 von 20th Century Fox mit Marilyn Monroe in der Rolle der Lorelei Lee verfilmt. Monroe, die in Henry Hathaways Niagara noch eine berechnende Femme fatale gespielt hatte, wurde mit diesem Auftritt in Blondinen bevorzugt zum quintessenziellen Sexsymbol des weißen Amerika und trat in ihren erfolgreichsten Filmen von da an stets als blonde Naive auf, die ihre aufsehenerregende sexuelle Ausstrahlung mit der Unschuld eines Kindes offerierte.
Anders als die Traumfrauen, die Schauspielerinnen wie Rita Hayworth und Elizabeth Taylor repräsentierten, erschienen Monroes Figuren hochgradig hilfsbedürftig, einladend und zugänglich, und ihre männlichen Partner (Tommy Noonan, David Wayne, Tony Curtis) standen – insbesondere in den Kassenschlagern – für Durchschnittstypen, mit denen jeder männliche Zuschauer sich leicht identifizieren konnte. Darstellerinnen wie Jayne Mansfield, Mamie Van Doren und Diana Dors versuchten Monroes Erfolgsrezept nachzuahmen. In den Vereinigten Staaten der 1950er Jahre war das Stereotyp der naiven blonden Sexbombe untrennbar mit üppigen Brüsten verknüpft.

## Haarfarbe und Glamour

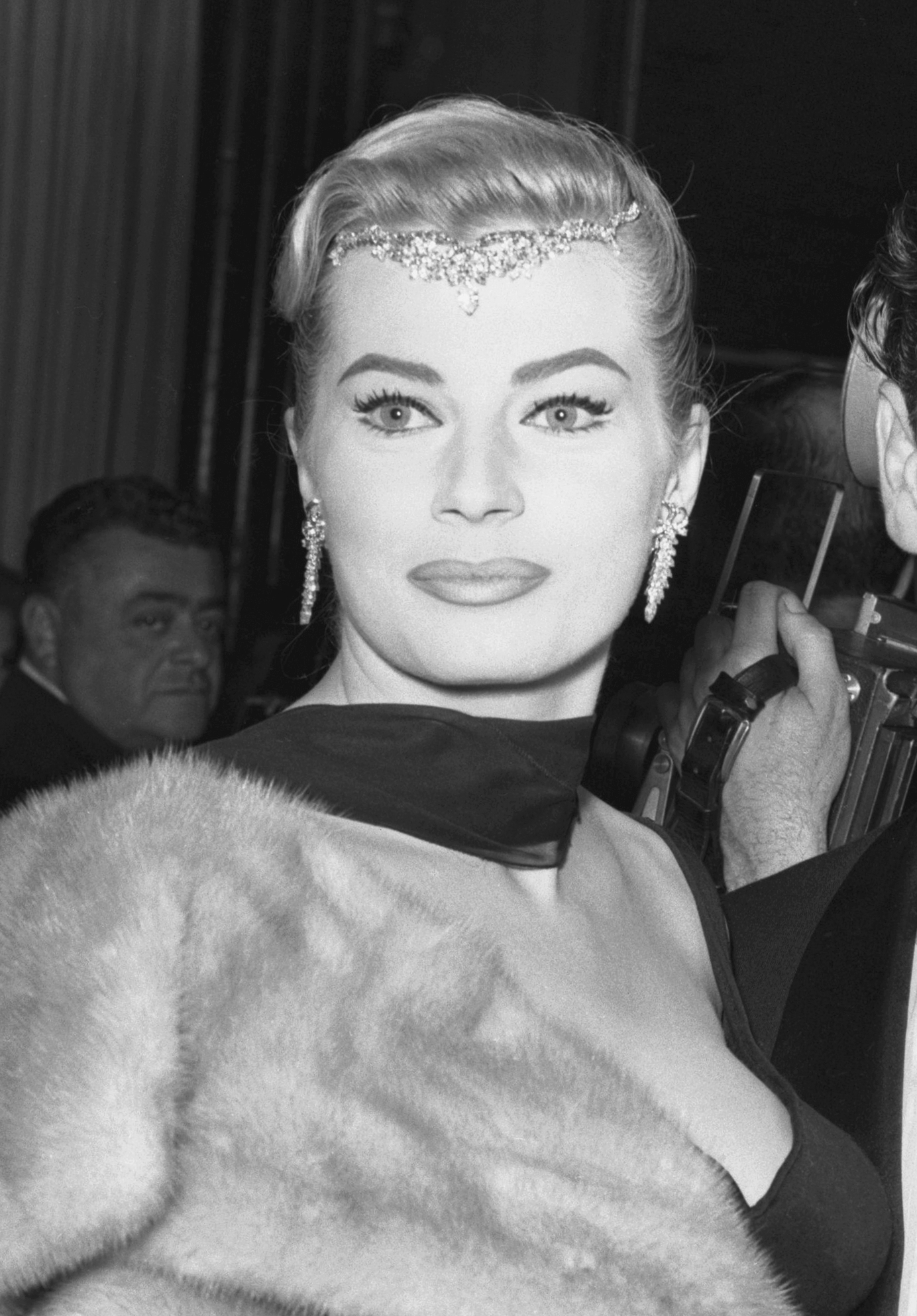
Anita Ekberg (1958)

Im „Goldenen Zeitalter Hollywoods“ (1917–1960) entstand das Konzept von Glamour, einer Art magischer Verzauberung, die von der ästhetischen Überhöhung insbesondere weiblicher Filmstars ausging. Glamour setzt teure und elegante Kleidung, kostbaren Schmuck, sorgfältiges Makeup und aufwendig behandeltes und gepflegtes Haar voraus. Obwohl viele „Hollywood-Göttinnen“ rot- oder dunkelhaarig waren (Claudette Colbert, Vivien Leigh, Rita Hayworth, Elizabeth Taylor), war Blond – insbesondere Wasserstoffblond – die Haarfarbe, die mit glamourösen Filmstars assoziiert wurde. Namhafte Beispiele bildeten – außer den „Sexbomben“ der 1930er und 1950er Jahre – Marlene Dietrich, Greta Garbo, Carole Lombard, Joan Fontaine, Lana Turner, Lauren Bacall, Anita Ekberg, Brigitte Bardot und Julie Christie. Im gegenwärtigen Jargon werden solche Frauen auch als „It-Girl“ bezeichnet.
Der Pop-Art-Künstler Andy Warhol, der mit den kulturellen Chiffren seiner Zeit (hier: wasserstoffblondes Haar als Chiffre für Glamour) gern spielte, trug ab den 1950er Jahren eine meist wasserstoffblonde Perücke.

## „Hitchcock-Blondinen“

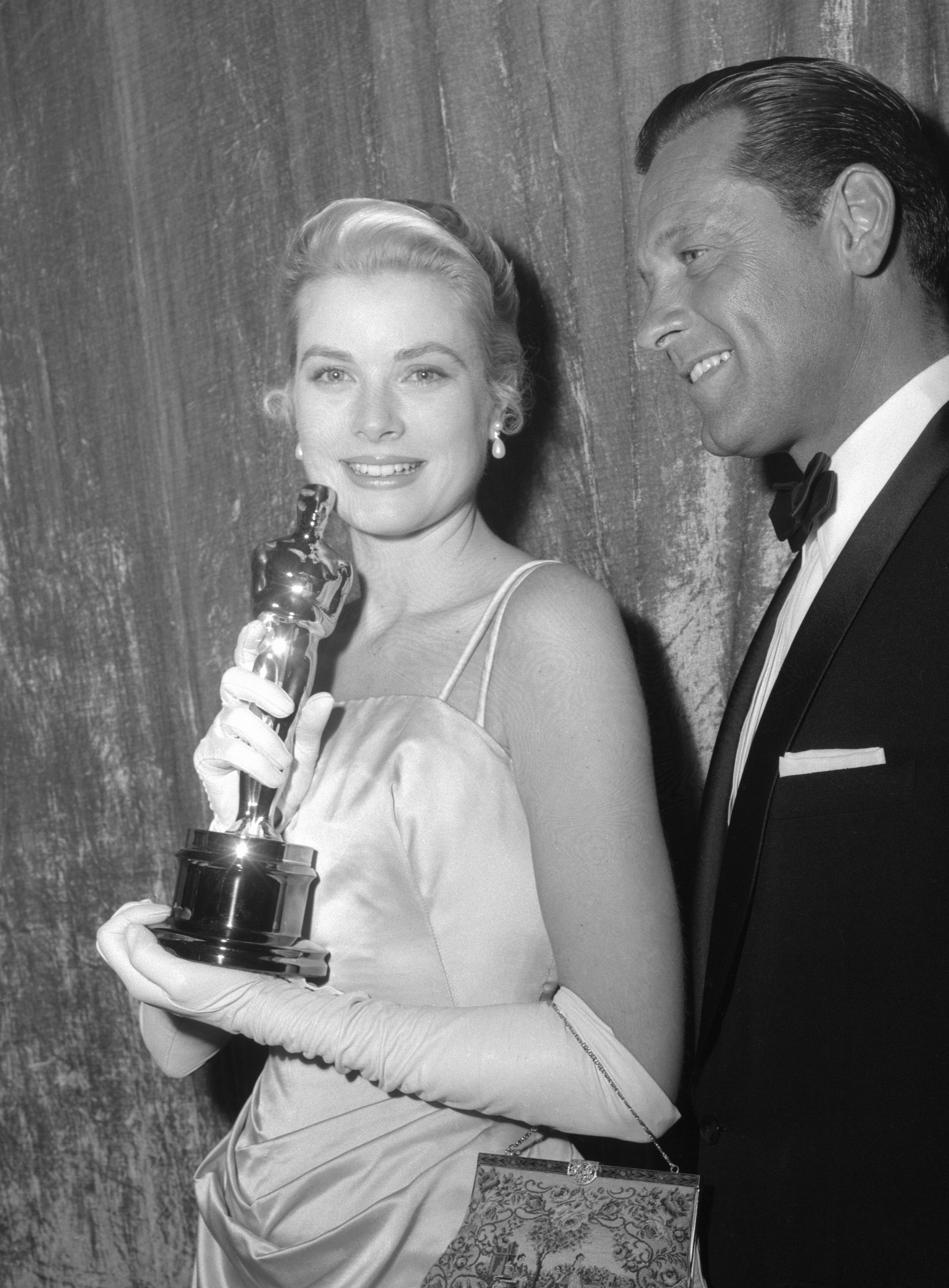
Grace Kelly (1955 mit William Holden)

Alfred Hitchcock präsentierte in seinen Thrillern ab 1935 einen Typus von blonden weiblichen Hauptfiguren, die auf elegante und raffinierte Weise kultiviert und beherrscht waren, unter ihrer äußerlichen lieblichen Kühle und Unberührbarkeit jedoch Skrupellosigkeit, Courage und eine unkonventionell offensive Sexualität verbargen; beispielhaft in Hitchcocks Meisterwerk Der unsichtbare Dritte, in dem Eva Marie Saint (als Agentin Eve Kendall) den von Gangstern verfolgten Cary Grant (als Roger Thornhill), um ihn zu schützen, sehr zu seiner Überraschung in ihr Schlafwagenabteil bugsiert. Hitchcock bevorzugte generell subtile, komplexe Charaktere und präsentierte von 1954 an – als Antwort auf Filme wie Blondinen bevorzugt (1953) – „kühle Blondinen“ wie Grace Kelly (Bei Anruf Mord, Das Fenster zum Hof, Über den Dächern von Nizza), Kim Novak (Vertigo) und Tippi Hedren (Die Vögel, Marnie) in seinen Filmen. Der Typus der „kühlen Blonden“ war allerdings nicht vollständig Hitchcocks Erfindung, sondern hatte z. B. mit Marlene Dietrich Vorläufer bereits in den 1930er Jahren gehabt.

## Blondinenwitze
In den Vereinigten Staaten verbreitete sich in den frühen 1980er Jahren das Valley-Girl-Stereotyp; es verband das Bild junger Frauen, die der oberen Mittelklasse angehören, mit der Vorstellung, dass sie einen charakteristischen, im San Fernando Valley verbreiteten Slang sprachen und ihren Lebenssinn in Shopping und Mode sahen. Nachdem Schauspielerinnen wie Carol Wayne und Goldie Hawn wiederholt kichernde, naive Blondinen gespielt hatten, kamen in den späten 1980er Jahren in Nordamerika – und bald auch in West- und Mitteleuropa – Blondinenwitze auf, die auf dem stark sexistischen Stereotyp basierten, dass blondhaarige junge Frauen naiv, unintelligent und an nichts anderem als Sex interessiert seien. Viele amerikanische Blondinenwitze waren umformulierte Sorority girl jokes (Witze über Mitglieder weiblicher Studentenverbindungen) bzw. Essex girl jokes (Witze über junge Frauen aus Essex, denen stereotyp Promiskuität und mangelnde Intelligenz zugeschrieben wird). Als Reaktion auf das Stereotyp entstanden später Filme wie Natürlich blond (2001) und Selbstinszenierungen wie die von Paris Hilton. Bereits 1967 war die Country-Sängerin Dolly Parton mit einem ironischen Song Dumb Blonde in Erscheinung getreten.
Im amerikanischen Slang werden dumme Blondinen auch als „Bimbos“ bezeichnet. Dass Blondhaarigkeit zumindest im nordamerikanischen Raum nicht allein bei Frauen mit Dummheit assoziiert wird, lässt sich am Stereotyp des Surfer Dude aufweisen, eines typischerweise in Kalifornien ansässigen blonden jungen Mannes, der außer Surfen nicht viel im Kopf hat. Daneben existieren in den USA auch die Stereotype des Dumb Jock (Sportlertyp mit hoher Popularität, aber geringer Intelligenz) und des Hick bzw. Redneck (sozialer Verlierer in ländlichem Lebensumfeld mit weißer Hautfarbe, stur konservativen Werten und ohne Bildung), bei denen die Haarfarbe allerdings keine Rolle spielt.
Ironisierungen und Dekonstruktionen des Dumb-blonde-Stereotyps
„War schon in den Filmen in Monroes Rolle in Manche mögen’s heiß ein selbstironischer Ton zu hören, so wird das Stereotyp der dummen Blondine virtuos in der Komödie Natürlich blond (2001) dekonstruiert, da die blonde Hauptfigur Elle Woods (Reese Witherspoon) zwar äußerlich sämtlichen Klischees entspricht, zugleich aber hochintelligent in Harvard ihr Jura-Studium absolviert.
Unter den deutschen Prominenten versucht sich u. a. Daniela Katzenberger an einer ähnlichen widersprüchlichen Strategie in ihrer Biografie Sei schlau, stell dich dumm (2011). Ebenso bedient sie das Stereotyp der wasserstoffblonden Sexbombe mit romantisch-prüden Familienidealen.“

## Dokumentarfilm
- Die Farbe Blond – Kulturgeschichte einer Haarfarbe. Dokumentarfilm, 90 Min., Regie: Albert Knechtel, Arte. Deutschland 2006.[54]